# Hot for Teacher
Hot for Teacher ist ein Lied der US-amerikanischen Hard-Rock-Band Van Halen aus dem Jahr 1984.

## Entstehung und Veröffentlichung
Das Lied wurde von den Van-Halen-Mitgliedern Michael Anthony, David Lee Roth, Alex und Eddie Van Halen geschrieben beziehungsweise komponiert. Für die Produktion zeichnete Ted Templeman verantwortlich.
Die Erstveröffentlichung von Hot for Teacher erfolgte als Teil von Van Halens sechstem Studioalbum 1984 am 9. Januar 1984. Im Oktober 1984 erschien das Lied als vierte Singleauskopplung aus dem Album.

## Musikvideo
Das Musikvideo zeigt einen von seiner Mutter verhätschelten Jungen namens Waldo, der von den rockliebenden Mitschülerinnen und Mitschülern etwa im Schulbus – Sänger David Lee Roth spielt den Busfahrer – und im Klassenzimmer gehänselt wird. In der Folge bewundern die Rock-Kids zwei als sexy inszenierte Lehrerinnen. Es zählte bis August 2023 über 32 Millionen Aufrufe bei YouTube.

## Mitwirkende
- Toningenieur – Donn Landee
- Cover – Margo Zafer Nahas
- Management – Noel Monk
- Mastering – Chris Bellman
- Photograph – Raul Vega
- Produzent – Ted Templeman
- Text – Alex Van Halen, David Lee Roth, Eddie Van Halen, Michael Anthony
- Gastrolle – Benny „The Jet“ Urquidez[4]

## Charts und Chartplatzierungen
| ChartsChartplatzierungen            | Höchstplatzierung | Wochen |
| ----------------------------------- | ----------------- | ------ |
| Vereinigte Staaten (Billboard)      | 56 (7 Wo.)        | 7      |
| Vereinigte Staaten (Billboard Rock) | 24 (13 Wo.)       | 13     |
| Vereinigtes Königreich (OCC)        | 87 (2 Wo.)        | 2      |